# Provincia Boumerdès
Provincia Boumerdès (în arabă ولاية بومرداس) este o unitate administrativă de gradul I (wilaya) a Algeriei. Reședința sa este orașul Boumerdès.